# Sabikhan
Sabikhan (tiếng Ả Rập: صبيخان) là một thị trấn của Syria nằm ở quận Mayadin, Deir ez-Zor. Theo Cục Thống kê Trung ương Syria (CBS), Sabikhan có dân số 23.867 trong cuộc điều tra dân số năm 2004.